# Воробьёв, Леонид Николаевич
Леони́д Никола́евич Воробьёв (8 августа (21 августа) 1890 года, д. Берно, Мосальский уезд, Калужская губерния — 1 октября 1969, Магнитогорск) — советский лингвист, филолог.
Профессор, зам. директора Башкирского пединститута (ныне Уфимский университет науки и технологий) (1929—1932), зав. кафедрой языкознания и кафедрой литературы, декан факультета языка и литературы Марийского пединститута (1932—1935), зав. кафедрой языкознания, декан факультета языка и литературы Чкаловского пединститута (1937—1945), директор Читинского пединститута (1945—1948), зав. кафедрой русского языка и общего языкознания (1948—1950), декан историко-филологического факультета (1949—1950) Пермского университета. Активный сторонник яфетической теории Н. Я. Марра.

## Биография
Л. Н. Воробьёв родился в семье рабочего Кронштадтских верфей. Окончил Пермскую гимназию (1908), институт языкознания (Лазаревский институт восточных языков) с дипломом I степени по специальности языковеда по турецким, иранским, арабскому и некоторым другим языкам (1912). Оставлен в институте при кафедре персидской словесности у академика Ф. Е. Корша. Был в научной командировке по изучению тюркских диалектов в Уфе (1912—1917).
Вернувшись в Москву, работал преподавателем в МГУ, Институте востоковедения, по совместительству — в Кремле, в Объединённой школе ВЦИК, Коммунистическом университете им. И. В. Сталина, Университете трудящихся Китая им. Сунь-Ятсена и в Государственном учёном совете (ГУСе) (1917—1920).
В 1929 году снова был направлен Наркомпросом и ГУСом в Уфу в качестве профессора языкознания, здесь же исполнял обязанности зам. директора Башкирского пединститута (ныне Уфимский университет науки и технологий)
(1929—1932).
В 1932—1935 годах переведён в г. Йошкар-Олу в качестве профессора Марийского пединститута, был деканом факультета языка и литературы, зав. каф. языкознания и первым заведующим кафедрой литературы.
В 1935—1937 гг. — профессор Уральского пединститута (Западный Казахстан, г. Уральск), в 1937—1945 гг. — профессор Чкаловского пединститута (Оренбург), декан факультета языка и литературы, зав. кафедрой языкознания, председатель обкома союза работников высшей школы и научных учреждений Чкаловской области.
23 ноября 1937 г. утверждён ВАКом кандидатом филологических наук без защиты диссертации.
В 1945 г. назначен директором Читинского пединститута (1945—1948). 17 сентября 1947 г. утверждён в учёном звании профессора.
С 1948 года работал в Молотовском (Пермском) университете.
Знаток турецкого, персидского, арабского, китайского, узбекского и нескольких других языков
 — отзывался о нём в ту пору С. Николаев, автор книги «Старейший на Урале».
С 13 апреля 1949 по 17 марта 1950 — декан историко-филологического факультета; с конца 1948 по апрель 1950 — зав. кафедрой русского языка и общего языкознания Молотовского (Пермского) университета. Освобожден от работы в Молотовском (Пермском) университете по личной просьбе (плохое состояние здоровья и преклонный возраст — 61 год) в апреле 1950 г.
11 апреля 1950 г. приказом по Минвузу СССР утверждён заместителем директора по учебной и научной работе Магнитогорского педагогического и учительского института в порядке перевода из Молотовского университета им. А. М. Горького.
Скончался 1 октября 1969 года, похоронен на Правобережном кладбище Магнитогорска.

## Научная работа
Область научных исследований — языкознание, опубликовано более 50 работ. Среди них: «Особенности фонетики в башкирском языке» (Уфа, 1912), «Пословицы и загадки в башкирском языке» (Уфа, 1913), «Морфологическая структура речи в татарском языке» (1913), «Народные песни татар» (муз.-этнограф. сборник, 1922), «Песни крымских татар» (1923), «Элементы сравнительной грамматики в тюркских языках» (Центриздат, 1929), «Первая книга для чтения» (для китайцев — по русскому языку, УТК, 1925), «Что такое сингармонизм (на материалах тюркских языков и одного из угро-финских» (Йошкар-Ола, 1934), «Изучение опыта преподавания марийского языка и русского языка в марийской школе» (Йошкар-Ола, 1934) и др.
Работая в ГУСе, написал более 100 рецензий.